# Verdwijning van Andrew Gosden
De verdwijning van Andrew Gosden (Doncaster, 10 juli 1993) betreft een Britse tiener die op 14 september 2007 spoorloos verdween. Hij had die dag gespijbeld van school, 200 Britse pond opgenomen van zijn bankrekening en vanaf station Doncaster in South Yorkshire een enkeltje naar station King's Cross in Londen gekocht. Hij werd voor het laatst gezien op beelden opgenomen door een beveiligingscamera op King's Cross. Gosden was 14 jaar oud ten tijde van zijn verdwijning.

## Achtergrond
Andrew Gosden woonde met zijn ouders en zus in Balby, een buitenwijk van Doncaster in South Yorkshire, een streek in het noorden van Engeland. Gosden was een hardwerkende scholier met hoge cijfers, die erg goed was in wiskunde. Hij spijbelde nooit en deed mee aan een door de overheid gefinancierd programma voor hoogbegaafde leerlingen op zijn middelbare school, de McAuley Catholic High School in Doncaster. Zijn omgeving verwachtte dat hij zeer hoge cijfers zou halen voor zijn GCSE-examens, de Britse versie van schoolexamens.
Gosden was verzot op Londen en bezocht de hoofdstad vaak met zijn ouders, om op bezoek te gaan bij zijn grootouders, tantes en ooms en vrienden van de familie die daar woonden. Hij genoot ook van uitstapjes naar Londense musea en tentoonstellingen. Zijn vader vertelde dat Andrew wist hoe je in Londen met het openbaar vervoer reist, dat hij de stadsplattegrond tot op zekere hoogte kende en dus goed zijn weg kon vinden in de stad.

## Verdwijning
Andrew had moeite met opstaan op de dag van zijn verdwijning en had een ochtendhumeur. Hij vertrok die ochtend uit zijn ouderlijk huis, ogenschijnlijk om de bus naar school te halen, maar in plaats daarvan week hij af van zijn gebruikelijke route. Hij wachtte een tijdje in een plaatselijk park totdat de overige gezinsleden naar hun werk en school waren vertrokken en keerde weer terug naar huis. Daar stopte hij zijn schooluniform in de wasmachine en legde zijn blazer over zijn stoel heen. Daarna deed hij zijn naschoolse kleren aan — bestaande uit een zwart Slipknot-T-shirt en een zwarte spijkerbroek — en pakte zijn tas, waarop verschillende patches van rock- en metalbands genaaid waren. Hij nam ook zijn portemonnee, sleutels en PlayStation Portable-console (PSP) mee. Geen van zijn andere eigendommen ontbraken, voor zover dat met zekerheid vastgesteld kon worden door zijn ouders en politieonderzoekers. Andrews vader merkte verder op dat het er niet op leek dat Andrew een trui of jas had meegenomen, voor het geval dat het later op de dag koud zou worden en dat hij ook de oplader van zijn PSP thuis had laten liggen.

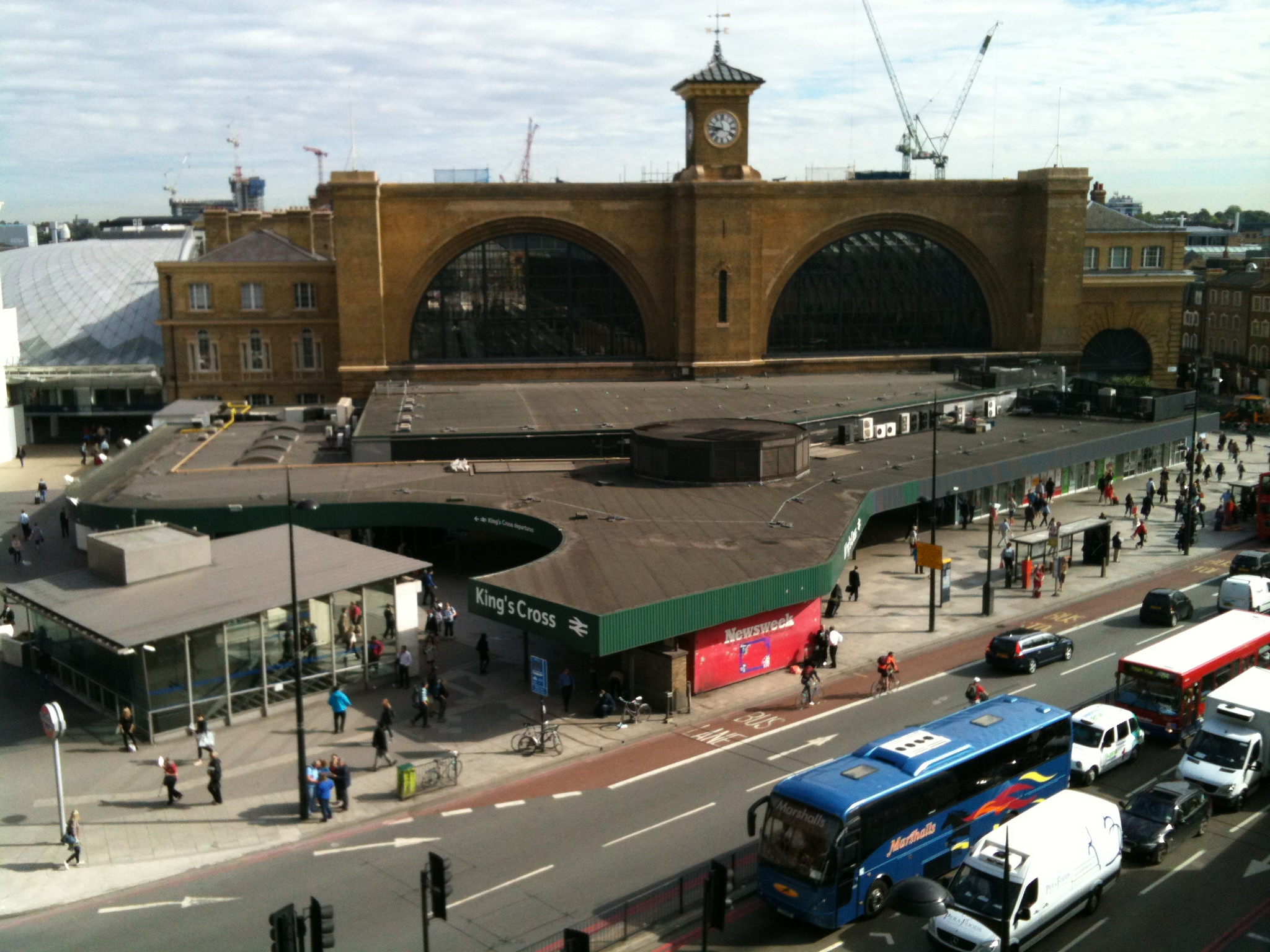
Station King's Cross

Andrew nam £ 200 op van zijn bankrekening, ging naar het treinstation van Doncaster en kocht een enkeltje naar Londen. De ticketverkoper op het station herinnerde zich de jongen in het bijzonder, omdat Andrew zijn aanbod om een retourkaartje te kopen afsloeg, ondanks dat zo'n kaartje slechts een verwaarloosbaar bedrag meer kostte dan een enkeltje. Andrew nam vervolgens de ochtendtrein van 9:35 uur naar station King's Cross. Verscheidene ooggetuigen herinnerden zich dat hij in zijn eentje de trein instapte en beveiligingscamera's op King's Cross tonen hoe hij diezelfde dag om 11:25 uur 's ochtends het station via de hoofduitgang verlaat. Hij is op deze beelden duidelijk te herkennen aan een kenmerkende dubbele richel op zijn rechteroorschelp. Dit was de laatste keer dat Andrew gezien werd.
Toen Andrew niet kwam opdagen bij de lessen op school, probeerden zijn docenten telefonisch contact op te nemen met zijn ouders, maar door een verkeerd telefoonnummer mislukte dit. Hierdoor werd Andrews verdwijning pas veel later op de dag opgemerkt.

## Onderzoek en zoektochten
Andrews ouders en zus maakten zich klaar voor het avondeten op de avond van 14 september en dachten aanvankelijk dat Andrew óf in de omgebouwde huiskelder videospellen aan het spelen was, óf op zijn kamer huiswerk aan het maken was. Het gezin kwam er snel achter dat Andrew niet thuis was en namen aan dat hij bij een vriend of een van de buren was en de tijd vergeten was. Rond 7 uur 's avonds, na een aantal telefoongesprekken en de ontdekking dat hij die dag gespijbeld had, kwam de familie erachter dat er iets niet klopte, waarna ze de politie belden. Zijn vader Kevin en zijn zus Charlotte liepen de route naar school af, en de daaromheen gelegen gebieden, maar ze troffen ook daar geen enkel spoor van Andrew aan. Het gezin vermoedde dat als Andrew daadwerkelijk stiekem Doncaster had verlaten, hij naar Londen was afgereisd. Het onderzoeksteam van de politie bevestigde een paar dagen later dat Andrew inderdaad naar het station van Doncaster was gelopen, om vanaf daar de trein naar Londen te nemen. Aanvankelijk richtten zoektochten in Londen zich op de gebieden Chislehurst en Sidcup, waar familieleden van de Gosdens wonen. Het gezin deelde flyers uit in de buurt van elke plek die Andrew volgens hen mogelijk bezocht zou kunnen hebben, met name musea en tentoonstellingen.
De gezinsleden waren erg kritisch over de eerste fasen van het onderzoek naar Andrews verdwijning. De politie richtte zich in eerste instantie vooral op het gezin, voordat ze de beelden van bewakingscamera's op King's Cross nagingen, ondanks dat ooggetuigen aangaven dat ze gezien hadden hoe Andrew op de trein gestapt was, en zich ook nog de precieze tijd daarvan konden herinneren. Beelden van bewakingscamera's van Andrew op station King's Cross werden pas bijna een maand na zijn verdwijning gevonden, toen de kans dat Andrew gevonden zou worden al heel klein was geworden. Zijn vader Kevin vertelde aan de media dat bewakingscamerabeelden in bussen en het nabijgelegen metrostation niet eens opgevraagd waren door de politie.

## Persoonsbeschrijving
Andrew Gosden was een 14-jarige Britse tienerjongen toen hij verdween. Ten tijde van zijn verdwijning had hij steil, halflang lichtbruin haar. Andrew was met een lengte van 1,60 meter en een smal postuur vrij klein voor zijn leeftijd. Hij is doof aan één oor en draagt een bril. Hij heeft bruine ogen. Zijn rechteroor is erg kenmerkend: de oorschelp vertoont bovenaan een soort dubbele richel. Hij hield erg van rock- en metalmuziek, zoals Evanescence, Slipknot, Iron Maiden, Marilyn Manson en Muse. Hij kleedde zich vaak in bandshirts. Andrew was erg geïnteresseerd in wiskunde, wetenschap, geschiedenis en filosofie.

## Verder verloop van de zaak
In oktober 2008 kondigde het goede doel Missing People aan dat een foto van Andrew afgedrukt zou worden op melkpakken van de Britse supermarktketen Iceland.
Een tot op heden niet geïdentificeerde man belde in november 2008 aan bij een politiebureau in Leominster in Herefordshire en gebruikte het intercomsysteem om met een politieagent te praten. Hij deelde aan de agent mee dat hij informatie had over Andrews verdwijning. Omdat het al avond was werd er een intercomsysteem gebruikt in plaats van een bemande receptie. Toen een politieagent naar de voordeur was gelopen om hem te ontvangen en verdere informatie op te tekenen, was de man al vertrokken. De politie deed later een oproep in de media, met de dringende vraag of de niet geïdentificeerde man opnieuw contact met hen zou willen opnemen.
In september 2009, twee jaar na Andrews verdwijning, bracht de familie digitaal bewerkte foto's uit, waarop te zien was hoe Andrew er mogelijk uit zou kunnen zien op zijn zestiende.
De familie huurde in mei 2011 een particuliere onderneming in om met behulp van een sonar de rivier de Theems te doorzoeken. Hierbij werd dezelfde technologie gebruikt die ook toegepast wordt om slachtoffers en zoekgeraakte voorwerpen op zee te zoeken. Er werden tijdens de zoektocht geen sporen van Andrew aangetroffen, maar er werd wel een ander, ongerelateerd lijk aangetroffen. Een interview met Kevin en een expert in sonartechnologie, waarbij de zoektocht en de daarbij gebruikte technologie werden besproken, werd in 2011 uitgezonden op het BBC-programma Missing.
In 2015 schreef Kevin Gosden een gedicht over de verdwijning van Andrew. De tekst hiervan werd gebruikt voor een liedje genaamd "I Hope", waarvan de opbrengsten naar het goede doel Missing People gingen. Het nummer is gemaakt in samenwerking met de familieleden van andere vermiste mensen. De single bereikte de tiende plek op de hitlijsten van internetretailer Amazon.
De ouders van Andrew riepen in 2016 op tot meer tips in het vooraanstaande actualiteitenprogramma Panorama van de BBC. De Britse politie deed op 12 september 2017 opnieuw een oproep aan het algemene publiek voor tips. Andrews beeltenis werd datzelfde jaar het gezicht van de campagne 'Find Every Child' (Vind Elk Kind) van het goede doel Missing People, ter gelegenheid van het feit dat hij tien jaar daarvoor verdween. Als onderdeel van deze campagne verschenen door heel het Verenigd Koninkrijk billboards en reclame-uitingen met foto's van Andrew.
Op 8 december 2021 werden twee mannen gearresteerd door de politie van South Yorkshire. Het ging om personen van 45 en 38 jaar die verdacht werden van ontvoering en mensenhandel. De twee mannen werden onder voorwaarden vrijgelaten. De familie van Andrew Gosden was al eerder op de hoogte gebracht.  In september 2023 werd beiden buiten verdenking gesteld. De politie was ervan overtuigd dat de mannen niets met de verdwijning te maken hadden.